# Chang Zheng 4A
Chang Zheng 4A (长征四号甲) var en kinesisk rymdraket som endast användes två gånger. Den ersattes senare av raketen Chang Zheng 4B.

## Uppskjutningshistorik
| Nr | Datum (UTC)            | Startplats | Nyttolast  | Omloppsbana | Utförande |
| -- | ---------------------- | ---------- | ---------- | ----------- | --------- |
| 1  | 6 september 1988 20:30 | LA-7, TSLC | Fengyun 1A | SSO         | Lyckad    |
| 2  | 3 september 1990 00:53 | LA-7, TSLC | Fengyun 1B | SSO         | Lyckad    |